# Marie Souvestre
Pour les articles homonymes, voir Souvestre.
Marie Claire Souvestre, née le 28 avril 1830 à Brest, et morte le 30 mars 1905 à Allenswood, est une pédagogue, féministe, traductrice et philanthrope française.

## Biographie
Elle est la fille de l'écrivain Émile Souvestre et d'Anne Angélique Papot, originaire de Nantes. Ses deux parents aux idées progressistes sont alors enseignants. Sa famille s'installe rapidement en Alsace, puis à Paris, où ses parents côtoient l'intelligentsia de la capitale.
En 1865, elle crée avec celle qui est sa compagne depuis 1859, Caroline Dussault, une école d'enseignement secondaire pour les jeunes filles de familles dirigeantes ou aristocrates d’Europe et des États-Unis « Les Ruches », d'abord à Fontainebleau, puis à Avon, tout en fréquentant la haute bourgeoisie républicaine et nombre d'artistes.
Le cursus scolaire de l'école se fait alors sur quatre ans. La majorité des cours se fait en français et l'étude des langues étrangères - anglais, allemand et l'italien - est faite dans cette école à statut privé, qui préparera plus tard au baccalauréat, quand il sera accessible aux femmes. Marie Souvestre se charge de l'enseignement de l'histoire.
Les deux femmes se séparent en 1883. Caroline Dussault devient la seule propriétaire de l'école, car elle détient les diplômes nécessaires pour enseigner en France. Faute de posséder ces diplômes, Marie Souvestre quitte la France pour l'Angleterre et ouvre une seconde école à Winbledon près de Londres. Elle appelle cette nouvelle école : Allenswood Academy, qu'elle dirigea jusqu'à sa mort.
Dans ces deux établissements, elle prône pour les jeunes filles l'autonomie et la réflexion, associée à l'indépendance. À l'époque, ses préceptes vont à l'encontre des valeurs de la société victorienne.
Polyglotte, Marie Souvestre entretiendra des correspondances multiples et voyagera beaucoup.
Parmi les élèves des Ruches, à Avon, on trouve, en 1882, l'écrivaine anglaise Dorothy Bussy, née Strachey, qui publiera anonymement le roman Olivia (1949), où elle relate sa passion d'alors pour la directrice de l'établissement, Mlle Julie, c'est-à-dire Marie Souvestre. Une version filmée d'Olivia sera réalisée par Jacqueline Audry en 1951, avec Edwige Feuillère dans le rôle de Mlle Julie.
L'Américaine Natalie Barney y sera également élève pendant 18 mois (entre 1886 à 1888), non sous la direction de Marie Souvestre —  déjà installée à Londres où elle crée la Allenswood Academy —  mais sous celle de Caroline Dussaut, puis après le décès de celle-ci, de Gabrielle Victorine Lainé (à partir d'août 1887). L'école d'Avon fermera ses portes vers 1900.
Parmi les élèves de la Allenswood Academy, située à Winbledon (proche banlieue de Londres, figure notamment Eleanor Roosevelt,, devenue parfaite francophone, après avoir appris le français dans cette école.

### Postérité
Après sa mort, Marie Souvestre lègue 500 000 francs à la Société philantropique de Paris. Ce don permit la construction d'une ruche ouvrière modèle située rue d'Allemagne et passage de Melun dans le 19e arrondissement de Paris,.
Ses anciennes élèves se sont réunies après sa mort pour fonder une bourse de 1 500 francs destinée à aider chaque année une jeune Française à faire un séjour à l'étranger.

## Traduction
- Émilie Carlen (trad. Marie Souvestre), Deux jeunes femmes ou Un an de mariage, Paris, Michel Lévy frères, 1866, 290 p. (lire en ligne)
- Caroline Clive (trad. Marie Souvestre), Paul Ferroll, Paris, Michel Lévy frères, 1859, 310 p.